# European Champions Tournament 1995-1996

La solleva il trofeo al termine della vittoriosa finale casalinga sul.

Il decimo European Champions Tournament fu giocato dal 29 aprile al 3 maggio 1996 a Roma, presso il Palazzetto dello Sport. Vi parteciparono sei formazioni rappresentanti Russia, Croazia, Spagna, Italia, Belgio e Ungheria.
La manifestazione continentale vide il secondo trionfo nella storia del calcio a 5 italiano: furono i capitolini della BNL Roma a eliminare nel girone i belgi del Saint Truiden e gli ungheresi del Lorinc, approdando in finale contro gli spagnoli del Sego Zaragoza battuti poi per 5-4. Nella finale per il terzo e quarto posto furono i campioni uscenti della Dina Mosca a battere nettamente i belgi del St. Truiden per 11-0.

## Risultati

### Girone A
| Squadra          | Pti | PG | PV | PN | PP | GF | GS |
| ---------------- | --- | -- | -- | -- | -- | -- | -- |
| 1. Sego Zaragoza | 6   | 2  | 2  | 0  | 0  | 13 | 5  |
| 2. Dina Mosca    | 3   | 2  | 1  | 0  | 1  | 7  | 6  |
| 3. Uspinjača     | 0   | 2  | 0  | 0  | 2  | 3  | 12 |

| Data     |               | Gara |               | Risultato |
| -------- | ------------- | ---- | ------------- | --------- |
| 29.04.96 | Sego Zaragoza | -    | Uspinjača     | 8 - 2     |
| 30.04.96 | Dina Mosca    | -    | Uspinjača     | 4 - 1     |
| 01.05.96 | Dina Mosca    | -    | Sego Zaragoza | 3 - 5     |

### Girone B
| Squadra         | Pti | PG | PV | PN | PP | GF | GS |
| --------------- | --- | -- | -- | -- | -- | -- | -- |
| 1. BNL Roma     | 6   | 2  | 2  | 0  | 0  | 12 | 5  |
| 2. Sint-Truiden | 3   | 2  | 1  | 0  | 1  | 7  | 7  |
| 3. Lőrinc       | 0   | 2  | 0  | 0  | 2  | 5  | 12 |

| Data     |          | Gara |              | Risultato |
| -------- | -------- | ---- | ------------ | --------- |
| 29.04.96 | Lőrinc   | -    | Sint-Truiden | 2 - 5     |
| 30.04.96 | BNL Roma | -    | Lőrinc       | 7 - 3     |
| 01.05.96 | BNL Roma | -    | Sint-Truiden | 5 - 2     |

### Finale 3º posto
| Data     |              | Gara |            | Risultato |
| -------- | ------------ | ---- | ---------- | --------- |
| 03.05.96 | Sint-Truiden | -    | Dina Mosca | 0 - 11    |

### Finale[1]
| Arbitri: | Ercole Vescio Ramón Blanco |

| |            |                                                                             |
| Plini 17’ Riscino 18’ Caleca 29’ Patriarca 30’ Riscino 37’ | Marcatori  | 14’ Monjonell 34’ Sánchez 35’ Monjonell 38’ Guerra                          |
| Massimo Rinaldi Massimo Riscino Massimiliano Mannino Andrija Vujovic Gabriele Caleca Gianluca Plini Andrea Famà Giovanni Roma Maurizio Lattanzi Mario Patriarca | Formazioni | Emilio Santiago Herrero Claudio Guerra Martín Galo Javier Sánchez Monjonell |
| Piero Gialli | Allenatori |                                                                             |